# 一智和智
一智 和智（いちとも かずとも）は日本の漫画家、漫画原作者。妻は漫画家のやなもとあいさ。

## 経歴・人物
1995年、リイド社のホラー漫画誌「恐怖の館」の増刊号「稲川淳二の怖い話」で読み切りが掲載されデビュー。当時は本名で活動していた。雑誌やジャンルに強いこだわりは無く、デビュー当時から生活のために別名義で雑誌に掲載されるアダルト作品を描いていた。
デビュー後はヤングチャンピオンの新人賞に応募し入賞。入賞作『轟の乙女荘』は読み切り掲載され、後に連載された。その後もヤングチャンピオンで活動を続けるが、担当者の異動などから停滞。コアマガジンに引き抜かれる形で移籍するが、創刊号で休刊。半年後に別誌に移籍して『三国志F』を連載した。
その後も移籍を繰り返し、業界に翻弄されつつも、原作を担当した『バーサスアース』が連載終了した際には続編「ウォーハンマー」を自ら作画しpixivに公開するなど精力的な創作活動を見せている。
2018年以降は『剥かせて!竜ケ崎さん』（コミックガルド）『便利屋斎藤さん、異世界に行く』（ComicWalker）が各社のウェブサイト及びニコニコ静画に公開され、Twitterでの創作活動の展開含めweb漫画家としても活動している。